# Aleš Nemec
Aleš Nemec, slovenski strojni inženir in gospodarstvenik, * 14. januar 1944, Vrtojba, † avgust 2010.
Nemec je leta 1968 diplomiral na ljubljanski FS in se zaposlil v Iskri Avtoelektriki v Šempetru pri Gorici, kjer je bil sprva vodja razvoja, leta 1990 pa je postal generalni direktor podjetja.